# Норвок (Калифорнија)
Норвок (енгл. Norwalk) град је у америчкој савезној држави Калифорнија. По попису становништва из 2010. у њему је живело 105.549 становника.

## Демографија
Према попису становништва из 2010. у граду је живело 105.549 становника, што је 2.251 (2,2%) становника више него 2000. године.
|                   | 2010.            | 2000.            |
| Укупно            | 105 549 (100,0%) | 103 298 (100,0%) |
| Хиспаноамериканци | 74 041 (70,15%)  | 64 965 (62,89%)  |
| Белци             | 13 007 (12,32%)  | 19 574 (18,95%)  |
| Азијати           | 12 700 (12,03%)  | 11 924 (11,54%)  |
| Афроамериканци    | 4 593 (4,352%)   | 4 774 (4,622%)   |
| Остали            | 1 208 (1,144%)   | 2 061 (1,995%)   |

## Партнерски градови
- Закатекас
- Ермосиљо